# Ecomyca
ecomyca（えこまいか）は、富山地方鉄道が発行しているIC乗車カードである。名称は「ecology」と「my card」のかばん語であり、富山弁で「行きましょう」を意味する「行こまいか」とかけている。
本項では、富山地方鉄道の被合併会社であった富山ライトレールが富山港線向けに発行していたIC乗車カード「passca（パスカ）」についても併せて述べる。

## 概要

相互利用関係（クリックで拡大）

2009年12月の市電環状線開業時にICカード導入の方針が示された。その後、2010年2月にはICカード導入の正式発表があり、同年3月14日始発から富山軌道線での利用開始が発表された。これにより、従来のトラムカードは利用開始前日の3月13日をもって発売終了となり、トラムカードで行われていたプレミア分については、ICカード利用時に運賃を15%割り引くという形で引き継がれている。
このカードの導入に伴い、環状線と従来の軌道線を乗り換える際の乗継割引も自動で適用される。カードリーダーは17台の軌道線現車両及び3台の環状線用新車両すべての車両に導入された。また、導入に合わせて富山ライトレールの「passca（パスカ）」との相互利用も可能になった。
レンタサイクル「アヴィレ」でも利用可能。
さらに、2011年7月23日より、ecomycaまたはpasscaで富山軌道線を利用した場合、同じ日に3回（乗継割引の場合は合わせて1回と数える）利用すると4回目の利用から無料となる「オート1day」というサービスを開始した。なお、ecomycaで富山ライトレールを利用した場合もpasscaで利用した場合と同様に運賃割引が適用されるが、富山軌道線と富山ライトレールの間の乗継割引は無かった。
その後、地鉄バス路線（高速バス等を除く）については同年3月5日の始発便より利用を開始し、同時にICカードの利用で運賃を15%割引するサービスを始めた。それと引き替えに6月1日付けでバスの金券回数券（11枚片・34枚片・セット回数券・乗継割引回数券）の発売を終了した。
2012年3月17日より、地鉄電車線でもICカードが導入される。これに伴い、ICカードで鉄道線を利用した場合、運賃が10%割引になる他、地鉄バス路線の運賃15%割引サービスも2013年3月末まで延長することになった。それと引き換えに2012年3月16日付けで鉄自共通・鉄自連絡・学期定期券及び区間回数券、同年4月30日付けで共通・環境回数券の発売を終了する。さらに、学生年間定期券も発売を開始する。
一般的に交通系ICカードは最終利用日から10年間利用がないと失効となるが、ecomycaについては2019年9月30日付けで10年間未利用の場合の失効規定が撤廃され、永年使用可能となっている。
裏面の個別番号の先頭の2文字は、TC。

## 沿革
- 2009年（平成21年）12月 - 富山地方鉄道がICカード導入の方針を表明。
- 2010年（平成22年）
  - 2月 - ICカード導入の正式発表と同年3月14日からの導入を発表。
  - 3月14日 - 富山軌道線で利用開始、及び「passca（パスカ）」との相互利用も開始。
- 2011年（平成23年）3月5日 - 路線バスでの利用開始。
- 2012年（平成24年）
  - 3月17日 - 鉄道線での利用開始。
  - 3月28日 - 大人用カードに新デザイン2種を追加し、発行開始。
- 2013年（平成25年）
  - 4月 - 富山大学の学生証にecomycaの機能が付けられた[2]。

## 利用方法
- 富山地方鉄道線は、有人駅では乗降時に専用改札機またはハンディ端末にタッチするが、無人駅（および一部時間帯有人駅の無人時間帯）ではワンマン運転の場合は車内のカードリーダーにタッチして、ツーマン運転の場合は乗務員が携帯するハンディ端末にタッチする[3]。
  - 終日有人駅[4]（専用改札機）：電鉄富山、稲荷町、越中荏原、寺田、上市、電鉄黒部、宇奈月温泉、岩峅寺、南富山
  - 一部時間帯有人駅[4]（有人時は専用改札機、無人時は無人駅同様）：東新庄、越中舟橋、中滑川、電鉄魚津、新魚津、五百石、立山、上滝
  - 平日朝のみ有人駅[4]（有人時はハンディ端末、無人時は無人駅同様）：西滑川、経田、東三日市、榎町、不二越、小杉
  - 無人駅（車内カードリーダーまたはハンディ端末）：上記除く各駅
- 運賃均一制が採用されている富山軌道線・まいどはやバス・フィーダーバスは降車時にタッチする。
- 乗車区間により運賃が異なる路線バスについては、乗車時に専用リーダーに、降車時に運賃箱にタッチする。
- 最大20,000円までチャージ（入金）できる。

## 利用可能エリア
- 富山地方鉄道
  - 鉄軌道線全線
  - 一般路線バス全線
  - まいどはや全線

高速バス・季節運行路線・各自治体のコミュニティバス及び富山地鉄子会社の加越能バスの路線では利用できない。

あいの風とやま鉄道などが発行するICOCAやSuicaなどをはじめとする交通系ICカード全国相互利用サービスには非対応であったが、2021年10月10日より富山地鉄の軌道線のみ(鉄道線、路線バスは対応せず)全国相互利用サービス対応の各カードによる片利用を開始した(新たに対応機器を設置)。
なお、全国交通系ICカードは車内の運賃箱、富山地鉄のチャージ機でのチャージは受け付けていないため、事前にあいの風とやま鉄道などの鉄道駅やコンビニ等でチャージしておく必要がある。

## カード券種
SF券の発売金額は2,000円である。また、初回購入時にはデポジットとして500円が必要になるが、SF券購入時は発売金額に含まれている（利用金額は1,500円）。
- レギュラーカード（SF券・定期券）
  - 大人用
    - 大人カード（記名式・無記名式）
    - 障がい者カード（記名式）
    - 障がい者介護カード（記名式）
    - 免許返納者カード（記名式）

  - 小児用
    - 小児カード（記名式）
    - 障がい者小児カード（記名式）

なお、定期券を搭載したカードおよび記名式カードのうち障がい者カード・障がい者介護カード・免許返納者カード・小児カード・障がい者小児カードは記名人のみ有効であるが、定期券を搭載していない大人カードに関しては記名式であっても持参人式に準ずる扱いとなっており、記名人に限らず利用可能と案内されている。

## 関連カード

### トラムカード
トラムカードは富山地方鉄道がecomycaよりも前に発行していた磁気式の乗車カードで、富山軌道線で利用可能であった。発売額2000円で2300円分の利用が可能だったが、ecomycaの導入に伴い2010年3月13日をもって発行終了となった。

### passca
passca（パスカ）は富山ライトレールが2006年4月29日から2019年10月31日まで発行していたIC乗車カードで、同社が運営した富山港線の定期乗車券およびプリペイド券（回数乗車券に相当）として使用されていた。ソニーのFelica技術を採用しており、サイバネティクス協議会規格にも準拠している。
passcaは当初は富山港線だけで利用可能だったが、2007年9月21日より接続するフィーダーバスや富山市中心市街地を循環するまいどはやバス、および富山市内の駐車場1か所でも使用できるようになった。これに伴い、利用対象ごとに独自の料金体系を設定できるように取扱規則が変更された。2010年（平成22年）3月14日からはecomycaとも相互利用を開始した。また、レンタサイクル「アヴィレ」でも利用可能であった。
プリペイド券は2,000円で販売されており、そのうちデポジット（預かり金）として500円を差し引いた1,500円分利用でき、20,000円までチャージ（積み増し）できる。プリペイド券は開業当初、購入時のデポジットを差し引いた1,500円やチャージの際の支払金額に対して1割を上乗せした額が入金されたが、乗車時の割引はなかった。その後、2007年4月1日からは休日などの運賃半額割引が終了したためこれが2割にアップした。しかし、同年9月21日からは上乗せがなくなり、代わりに運賃が割引されるようになった。そのほか、富山競輪場利用者向けに「競輪専用ライトレール利用ICカード」が発行されているほか、開業記念プリペイド券が限定1,500枚作成された。
定期券やオリジナルグッズなどの販売窓口は、JR富山駅北口駅舎内と城川原駅の本社内にあり、プリペイド券販売機も設置されている。また、岩瀬浜駅近くの岩瀬カナル会館にもプリペイド券販売機が設置されている。チャージについては、この3か所に入金機が設置されているほか、車内の運賃箱でも可能である。なお、プリペイド券については、2007年9月の用途拡大に伴い、沿線以外でも購入やチャージができるようになった。
passcaは2020年2月22日の富山地方鉄道との合併に伴い、2019年10月31日限りで新規発行を終了した。

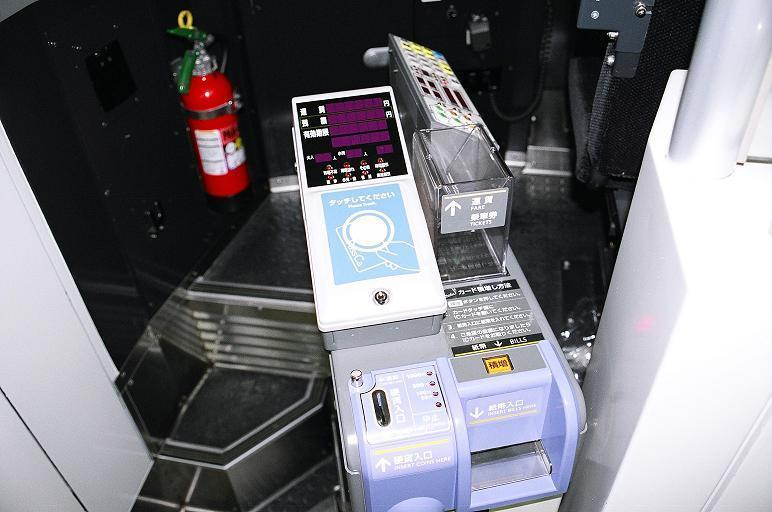
ポートラム前方出口にある運賃箱とパスカのタッチセンサー
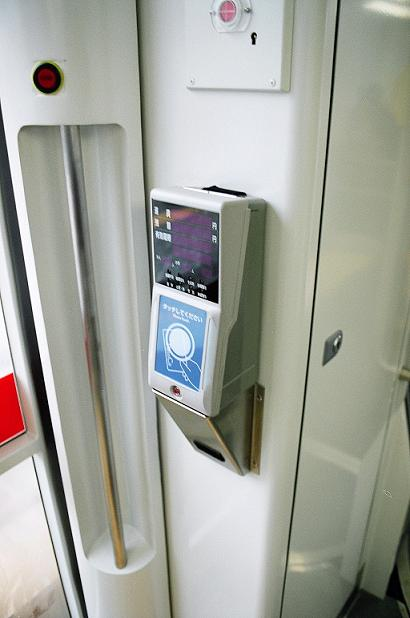
ポートラム後方入口に設置されているパスカセンサー